# 阿拉興尖條鰍
阿拉興尖條鰍（學名：Oxynoemacheilus araxensis），為輻鰭魚綱鯉形目條鰍科尖條鰍屬的其中一種。分布於亞洲土耳其阿拉克斯山脈淡水流域，體長可達7.1公分，棲息在底層水域，生活習性不明。

## 扩展阅读
維基物種上的相關：阿拉興尖條鰍